# Холостяки
«Холостяки» — радянський короткометражний телефільм 1980 року, знятий режисером Михайлом Нікітіним на кіностудії «Мосфільм».

## Сюжет
Історія про двох чоловіків, які пішли свататися до давніх подруг.

## У ролях
- Сергій Никоненко — Ваня
- Леонід Д'ячков — Яша
- Тамара Сьоміна — Ліда Тюніна
- Олена Корольова — Віра

## Знімальна група
- Режисер — Михайло Нікітін
- Сценарист — Віктор Мережко
- Оператор — Дмитро Месхієв
- Композитор — Георгій Портнов
- Художник — Віктор Амельченков